# 9. Arrondissement (Paris)

Logo der mairie des 9. Arrondissements

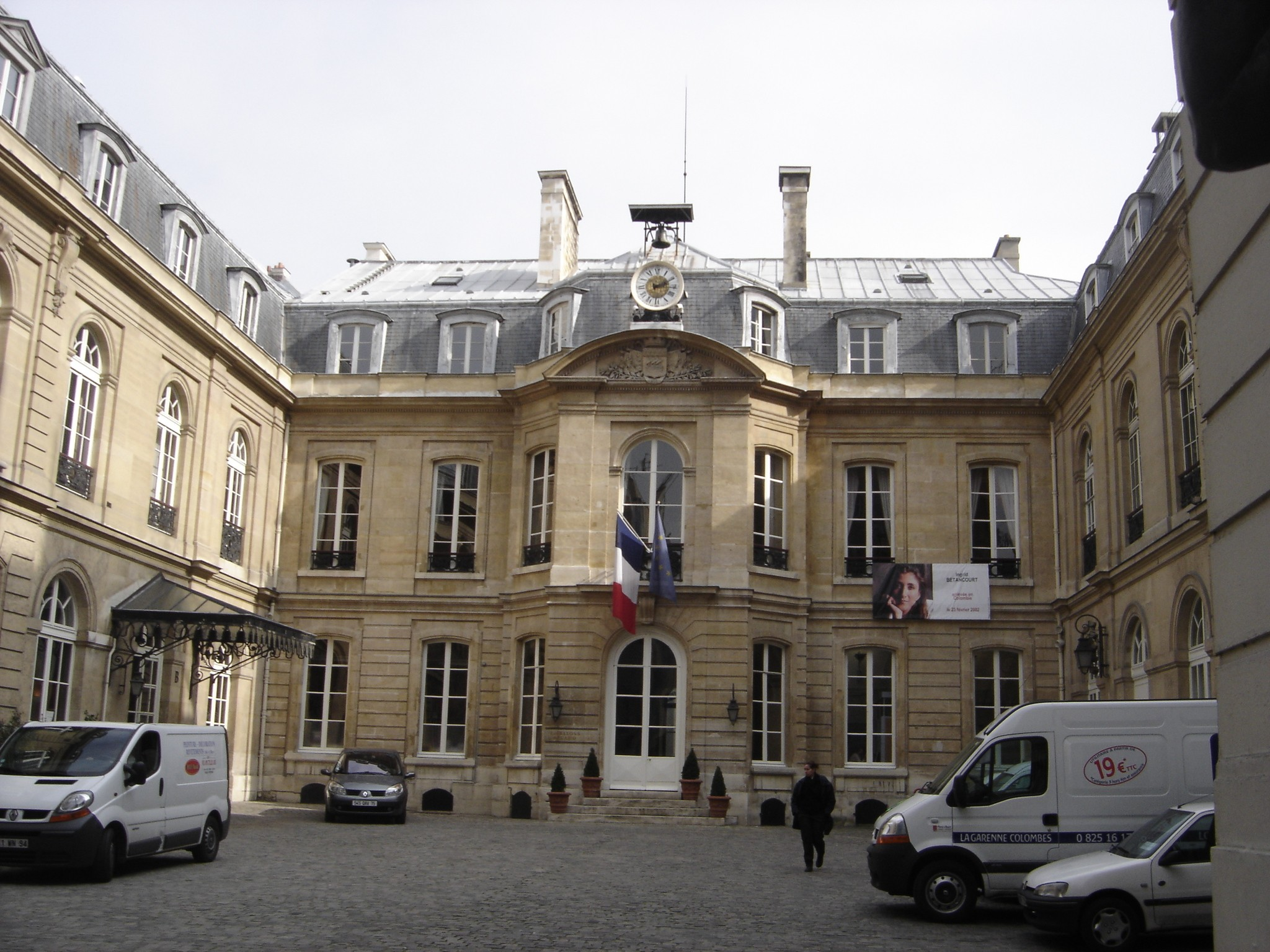
Rathaus des 9. Arrondissements, Rue Drouot 6

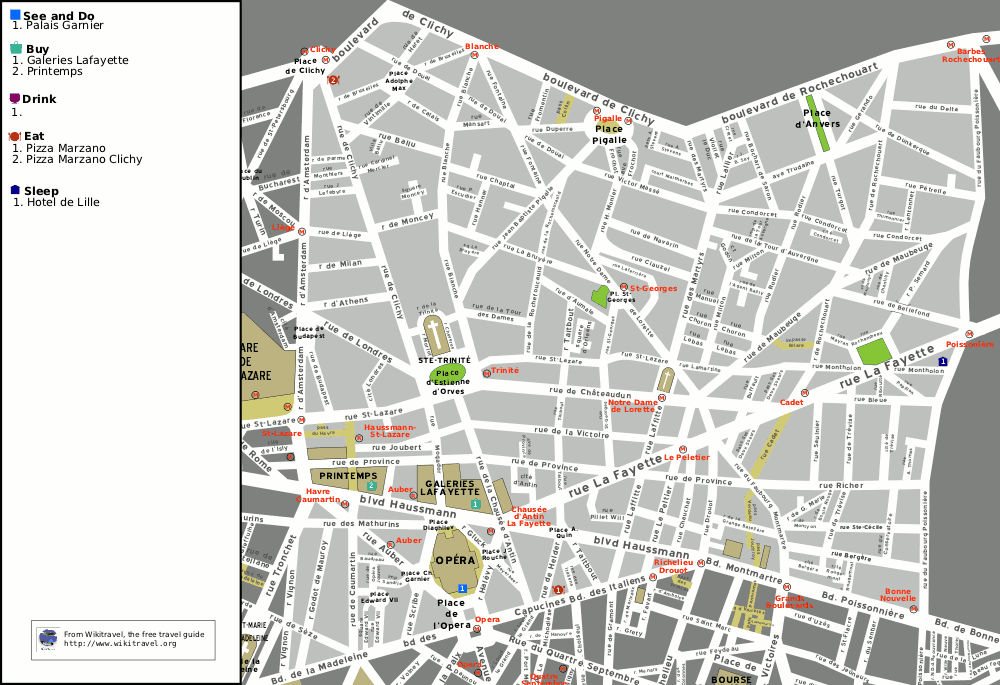
Karte des 9. Arrondissements

Die Stadtviertel im 9. Arrondissement

Das 9. Pariser Arrondissement, das Arrondissement de l’Opéra, ist eines von 20 Pariser Arrondissements. Innerhalb des Arrangements der 20 Pariser Arrondissements verbindet der Bezirk den westlichen Teil des historischen Zentrums mit den in höherer Lage gelegenen Quartieren von Montmartre im 18. Arrondissement.

## Geographische Lage
Das 9. Arrondissement liegt auf dem rechten Seineufer. Es grenzt im Osten an das 10., im Westen an das 8., im Norden an das 18. und im Süden an das 2. Arrondissement. Seine Begrenzungslinie im Osten bildet – ausgehend von der (noch zum 7. Arrondissement gehörenden) Kirche La Madeleine – die Straßenabfolge Rue Vignon, Rue Tronchet, Rue du Havre und Rue d’Amsterdam. Als Abgrenzung zum 18. Bezirk (Montmartre) fungiert der Boulevard de Clichy. Ausgehend vom Place de Clichy, endet er an der Rue des Martyrs; Fortsetzung in östlicher Richtung ist der Boulevard de la Chapelle. Die östliche Begrenzung bildet der Rue du Faubourg Poissonière. Grenzlinie zum historischen Zentrum im Süden ist die – zu den Grands Boulevards zählende – Straßenabfolge Boulevard de la Madeleine, Boulevard des Capucines, Boulevard des Italiens, Boulevard Montmartre und Boulevard Poissonière.
Zentrale Straßen innerhalb des Bezirks sind der Boulevard Haussmann (im südlichen Drittel) sowie die Abfolge Rue de Londres – Rue de Chateaudun – Rue La Fayette (im zentralen Sektor). Der Square d’Estienne d’Orvres am Ende der Rue de Londres fungiert darüber hinaus als ein zentraler Verkehrs-Verteiler. Ansonsten wartet das Straßennetz mit einer Reihe eher örtlich bedeutsamer Straßen in Nord-Süd-Richtung auf. Räumlich grob eingekeilt wird das Arrondissement von zwei der insgesamt sechs Pariser Kopfbahnhöfe: Saint-Lazare (im Westen) und Gare du Nord (im Osten). Eine bekannte Sehenswürdigkeit ist die Opéra Garnier im Süden des Bezirks. In direkter Nachbarschaft befindet sich die – über eine Aussichts-Plattform verfügende – Paris-Galeries Lafayette Haussmann. Weitere markante Punkte: die längs des Boulevard de Clichy gelegenen Plätze Place de Clichy, Place Blanche und Place Pigalle sowie die große Métro-Umsteigestation Barbès – Rochechouart in der Nordostecke.
Die vier Quartiere des 9. Arrondissements – Quartier Saint-Georges, Quartier de la Chaussée-d’Antin, Quartier du Faubourg-Montmartre und Quartier de Rochechouart – sind schachbrettartig angeordnet und vierteln den Bezirk in vier grob gleichgroße Terrains. Die Bebauung ist von Altbausubstanz geprägt; sozial gilt das 18. Arrondissement als eher durchmischt. Topografisch auffällig ist die stetig ansteigende Höhenlage – ein Faktor, der sich vor allem in der nördlichen, zum Butte Montmartre hin führenden Hälfte bemerkbar macht.

## Geschichte
Während der römischen Zeit konzentrierte sich die Besiedlung von Paris (damals: Lutetia) auf die Île de la Cité und die linke Seine-Seite. Das östliche Einzugsgebiet des heutigen Arrondissements wurde allerdings von einer Römerstraße durchquert, welche nach Saint-Quen führte. Sie führte aus dem Stadtzentrum nördlich der Île de la Cité hinaus, verlief über das heutige Gelände der Rue Saint-Denis, vorbei an der späteren Porte Saint-Denis, und setzte sich Richtung Norden fort. Diese Straße war Teil eines größeren römischen Straßennetzes, das Paris mit wichtigen nördlichen Zentren wie Senlis und Amiens verband. Letztlich führte diese Straße nach Boulogne-sur-Mer, einem bedeutenden Hafen für den Kontakt mit Britannien.
Bis ins Mittelalter hinein war das Gebiet nur spärlich besiedelt. Es lag außerhalb der mittelalterlichen Stadtmauern und bestand überwiegend aus Feldern, Wiesen und einigen verstreuten Ansiedlungen. Festere Ansiedlungen in der Region entstanden erst im Verlauf des Hochmittelalters. Zwischen der Stadtmauer Karls V. (ungefähr entsprechend dem Verlauf der Grands Boulevards) und den Höhen von Montmartre und La Chapelle hatten sich mehrere von geistlichen Orden begründete Güter etabliert, um die herum sich die nördlichen Vorstädte entwickelten: Faubourg Saint-Martin, Faubourg Saint-Denis, der an das Arrondissement-Gebiet angrenzende Faubourg Saint-Lazare noch weiter nördlich, das Quartier du Temple und schließlich der (nicht mit dem heutigen Stadtteil beziehungsweise früheren Dorf im 18. Arrondissement zu verwechselnde) Faubourg Montmartre im Südwesten des heutigen Arrondissements.

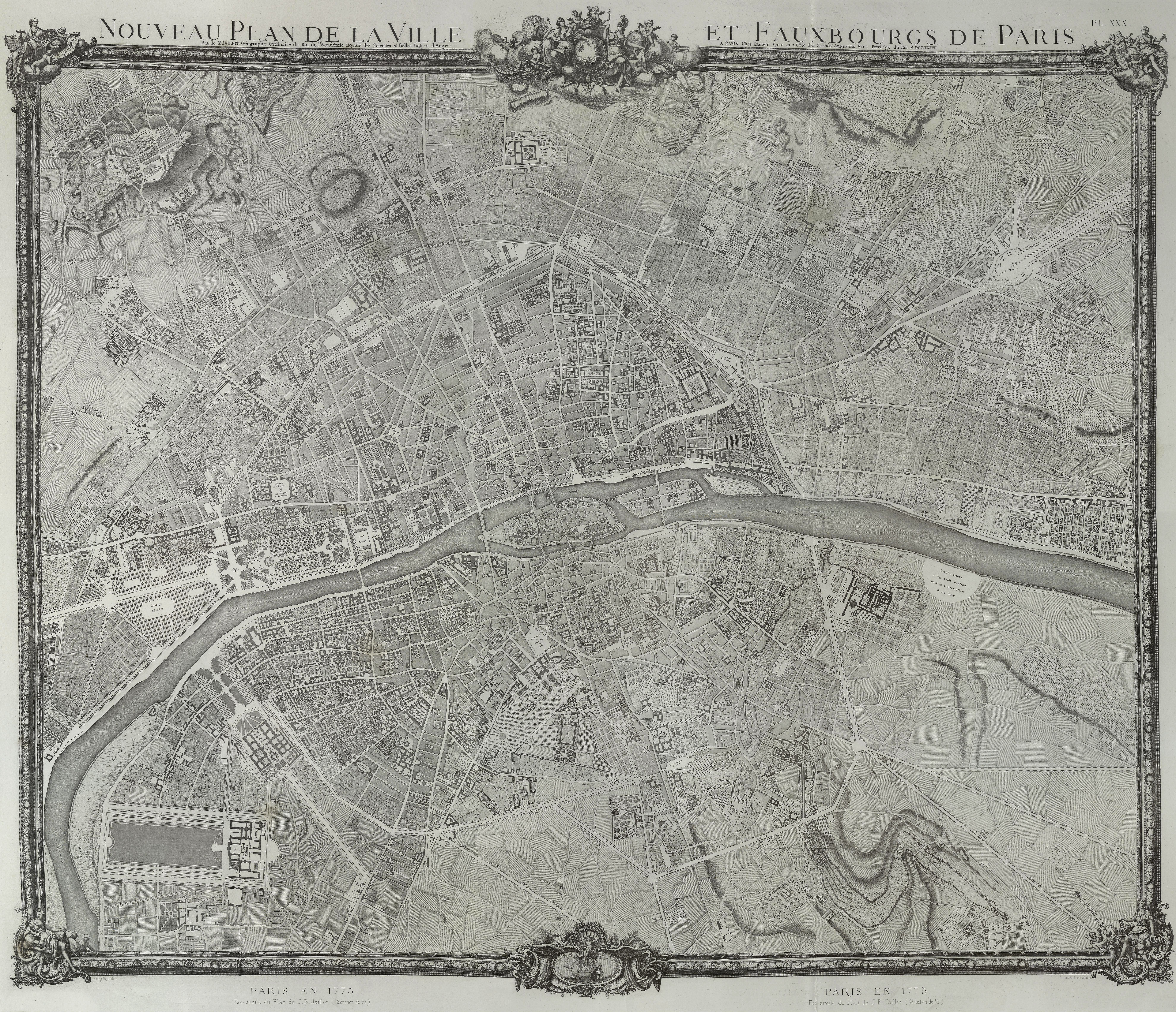
Besiedlung von Paris im Jahr 1775

Zunächst nicht mehr als Ansiedlungen außerhalb der Stadtmauern, wurden diese Vorstädte mehr und mehr Teil der stetig weiter wachsenden Stadt. Alte Karten, welche den historischen Besiedlungsstand dokumentieren, zeigen, wie sich die feste Besiedlung mehr und mehr nach Norden ausbreitete. War das Bezirksgebiet im Spätmittelalter – abgesehen von dem randständigen Faubourg Saint-Lazare im Nordosten und dem Faubourg Montmartre im Südosten – noch weitgehend offene Fläche, reichte das geschlossene Besiedlungsmuster im 16. und 17. Jahrhundert bereits über die Grands Boulevards hinaus. Wohlhabende Bürger und Adlige ließen sich entlang der damals entstehenden Straßen nieder, darunter der Rue Saint-Lazare, die zu einem wichtigen Verkehrsweg Richtung Westen wurde.
Im 18. Jahrhundert war der südliche Teil des Arrondissements bereits weitgehend in das Gefüge der Stadt eingebettet. Im Verlauf des 19. Jahrhunderts wurde auch die vorstädtisch-ländliche Übergangszone zwischen dem Stadtzentrum und dem prosperierenden Dorf Montmartre – also der nördliche Teil – zunehmend durch geschlossene Bebauung erschlossen. Die industrielle Revolution und die damit einhergehenden gesellschaftlichen Umwälzungen machten das Gebiet im 19. Jahrhundert zu einem beliebten Wohnort des aufstrebenden Bürgertums. Mit der großen Stadterneuerung unter Georges-Eugène Haussmann ab den 1850er-Jahren erhielt das Bezirksterritorium seine heutige Struktur. Breite Boulevards wie der Boulevard Haussmann komplettierten die älteren Boulevards an der Arrondissement-Südseite. Das fehlende, östlich der Rue Taitbout liegende Verbindungsstück zu diesen wurde allerdings erst im Jahr 1925 fertiggestellt.

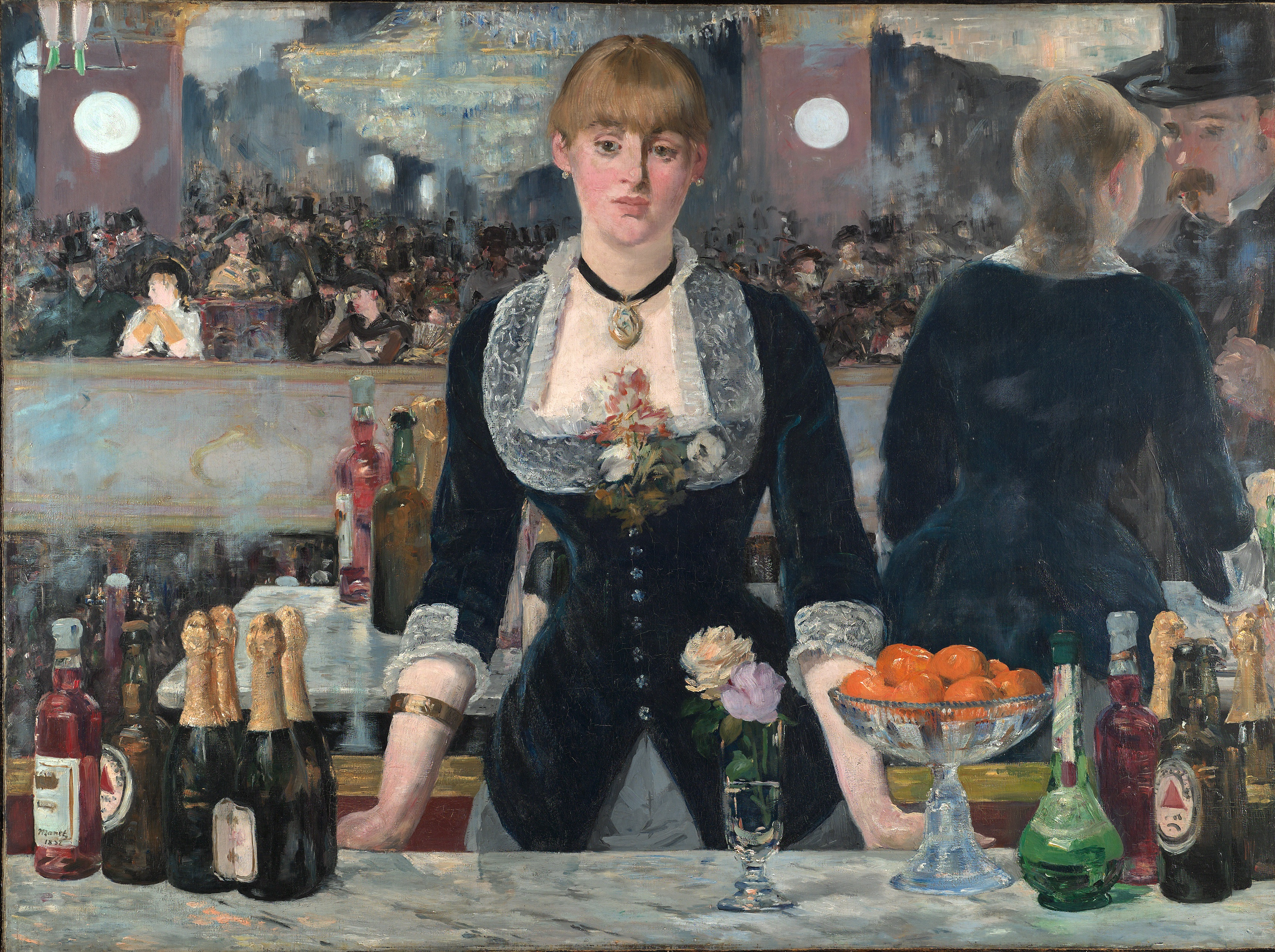
Edouard Manet: Bar in den Folies Bergère (1883)

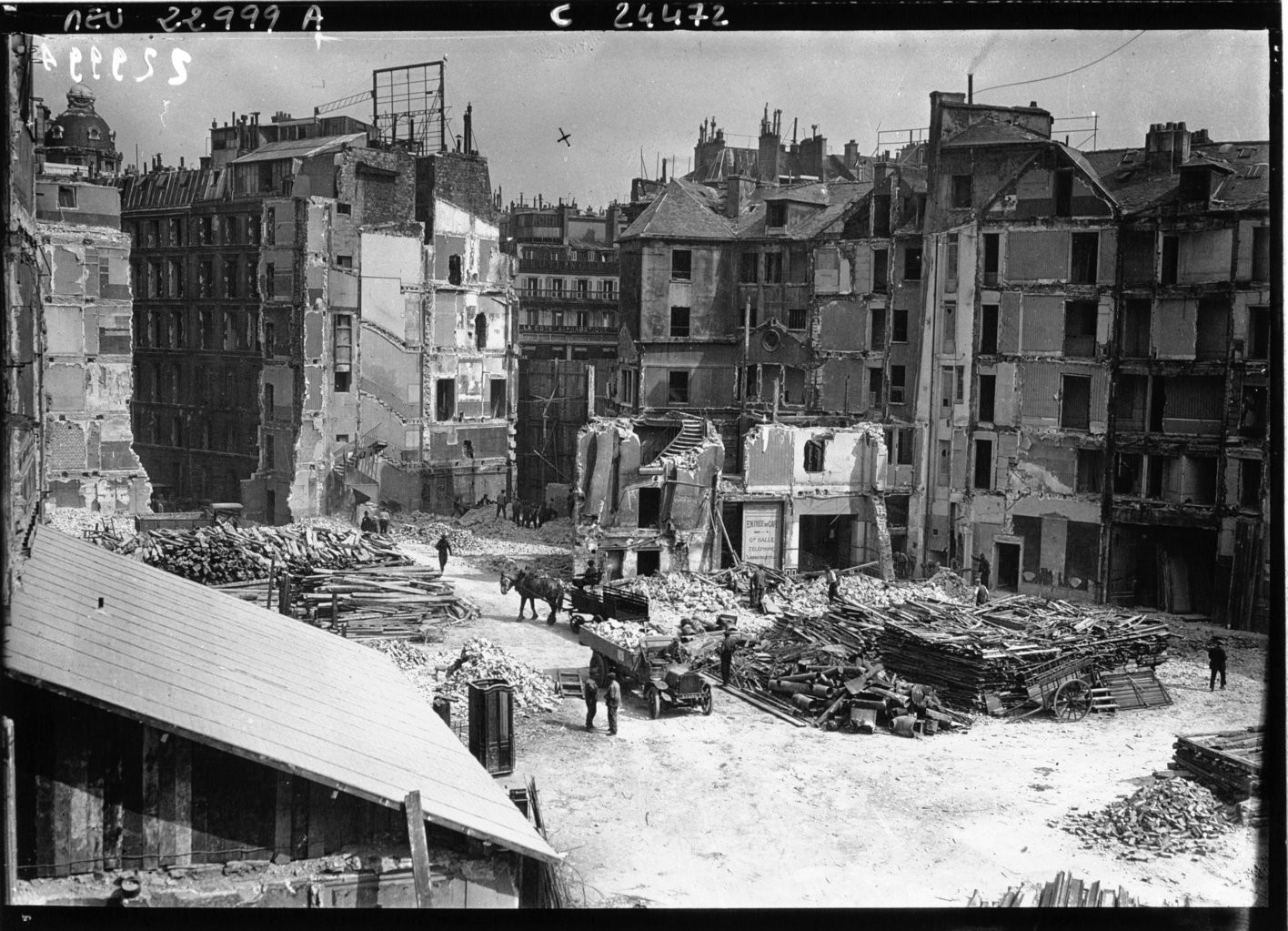
Fertigstellung des Boulevard Haussman (1925)

Mit der Eingemeindung der nördlichen Orte La Batignolle, Montmartre, La Chapelle und La Villette durch das Stadterweiterungsgesetz von 1860 festigte sich die Rolle des – zeitgleich in seinen heutigen Grenzen neu konstituierten – Arrondissements: als Bestandteil des mittleren Bezirksrings, welcher das alte Zentrum rechts der Seine umfasste. Erst flache, zum Hügel hin dann stärker ansteigende Straßen wie etwa die Rue des Martyrs bildeten eine Art organisische Verbindung zum Vergnügungsviertel Montmartre sowie dem äußeren Boulevard-Ring mit den Plätzen Blanche und Pigalle. Die neue Entwicklung – die sich vor allem in dem gesellschaftlichen Leben entlang der Boulevards ihren Ausdruck verschaffte – schuf auch Raum für kulturelle Einrichtungen und Amüsierbetriebe.
Die Opéra Garnier, 1875 eröffnet, wurde zum architektonischen und kulturellen Herzstück des Bezirks. Daneben entstanden zahlreiche Theater, Varietés und Musikhallen, darunter das Folies Bergère – bekannt unter anderem durch Édouard Manets Gemälde Bar in den Folies Bergère. Die Gründung großer Kaufhäuser wie der Galeries Lafayette (1893) und des Printemps (1865) machte das 9. Arrondissement zu einem wichtigen Zentrum des Handels und der Unterhaltung innerhalb von Paris. Um die Jahrhundertwende waren die beiden Kaufhäuser so stark frequentiert, dass in ihnen jeweils rund 2000 (zumeist weibliche) Angestellte arbeiteten. Zu einem musikalischen Zentrum avancierte das Olympia. Am 12. April 1893 eingeweiht, empfing die neu begründete Music Hall bald die größten französischen Künstler der damaligen Zeit, wie Mistinguett, Marie Dubas, Fréhel, Joséphine Baker, Damia und Yvonne Printemps.
Der bürgerliche, allerdings durchmischte Charakter des Bezirks zeigte sich auch im Verlauf des 20. Jahrhunderts zu unterschiedlichen Anlässen. 1919 etwa beteiligten sich die Beschäftigten in den großen Kaufhäusern wie Printemps und Galeries Lafayette an Streiks für bessere Arbeitsbedingungen und kürzere Arbeitszeiten. In den 1920er Jahren kam es zu Streiks der Schneider und Näherinnen, die bessere Löhne und Arbeitsbedingungen forderten. Während der Protestbewegung von Mai 1968 beteiligten sich Studierende, Künstler und Intellektuelle aus dem 9. Arrondissement sowie dem angrenzenden Quartier Montmartre an der Bewegung. Der Boulevard Haussman war zu unterschiedlichen Anlässen Schauplatz von Demonstrationen – in den 2010er- und 2020er-Jahren etwa der Gelbwesten.
Stadtentwicklungstechnisch durchlief der Bezirk nach dem Zweiten Weltkrieg unterschiedliche Trends. Nach einer Zeit der Vernachlässigung in der Zeit nach dem Zweiten Weltkrieg bemühten sich die politisch Verantwortlichen, die großen Boulevards (wieder) attraktiver zu gestalten. Gentrifizierungstendenzen machten sich im 21. Jahrhundert im nördlichen Bezirksteil rund um die Rue de Martyrs bemerkbar. Das unter der Bezeichnung „Süd-Pigalle“ firmierende Gebiet, ehemals ein eher einfaches Wohnviertel, wurde zunehmend von wohlhabenden Bewohnern und hochwertigen Geschäften in Beschlag genommen – ein Wandel, der zu sozialen Spannungen zwischen alten und neuen Bewohnern führte und bis in die Gegenwart anhält.

## Viertel im 9. Arrondissement
Das 9. Arrondissement besteht aus den folgenden vier Stadtvierteln:
- Quartier Saint-Georges
- Quartier de la Chaussée-d’Antin
- Quartier du Faubourg-Montmartre
- Quartier de Rochechouart

Nach der offiziellen Zählung der Pariser Stadtviertel handelt es sich dabei um die Quartiers 33 bis 36.

## Bevölkerung
Laut Zahlen des Statistik-Portals citypopulation.de von 2021 sind 58.951 Einwohner in dem 2,18 Quadratkilometer großen Arrondissement gemeldet. Das entspricht einer Bevölkerungsdichte von 27.042 Personen pro Quadratkilometer. Die Bevölkerungsabnahme zwischen 2015 und 2022 verlief mit −0,13 % eher moderat. 28.387 der aufgeführten Bewohner waren männlich, 30.564 weiblich, 9327 jünger als 18 Jahre, 41.496 zwischen 18 und 65 und 8078 über 65 Jahre. Die französische Staatsbürgerschaft besaßen 52.248, eine andere 6703. Als Nichtimmigranten führte die Statistik 49.654 Bewohner auf, als Immigranten 9297.
1861 wurde in dem neu begründeten Arrondissement eine Einwohnerzahl von 107.326 gezählt. Einen Zenit erreichte die Einwohneranzahl 1901 mit 124.011. Seither verringerte sich die Einwohnerzahl in Sprüngen. Verfügte der Bezirk 1946 noch über 96.666 und Anfang der 1950er sogar über 102.287, erfolgte in zweiten Hälfte des 20. Jahrhunderts ein deutlicher Rückgang: 1999 wohnten nur noch 55.838 Einwohner im Bezirk – etwas mehr als die Hälfte der Anzahl 1952. Seit der Jahrtausendwende hat sich der Trend abgeflacht; die Zahlen von 2021 liegen nur noch geringfügig unter denen von 1999.
Die Bevölkerung verteilt sich auf die Viertel wie folgt:
- Saint-Georges: 21.179 Einwohner
- Chaussée-d’Antin: 4.958 Einwohner
- FaubourgMontmartre: 10,694 Einwohner
- Rochechouart: 22.122 Einwohner

## Politik und Verwaltung

### Rathaus
Das Rathaus des 9. Arrondissements befindet sich in der Rue Drouot 6, 75009 Paris.

### Bürgermeister
Bürgermeisterin seit 2014 ist Delphine Bürkli, vormals Les Républicains, mittlerweile Mitglied der französischen Partei Horizons.

Plätze, Sehenswürdigkeiten, Grünzonen und Straßen
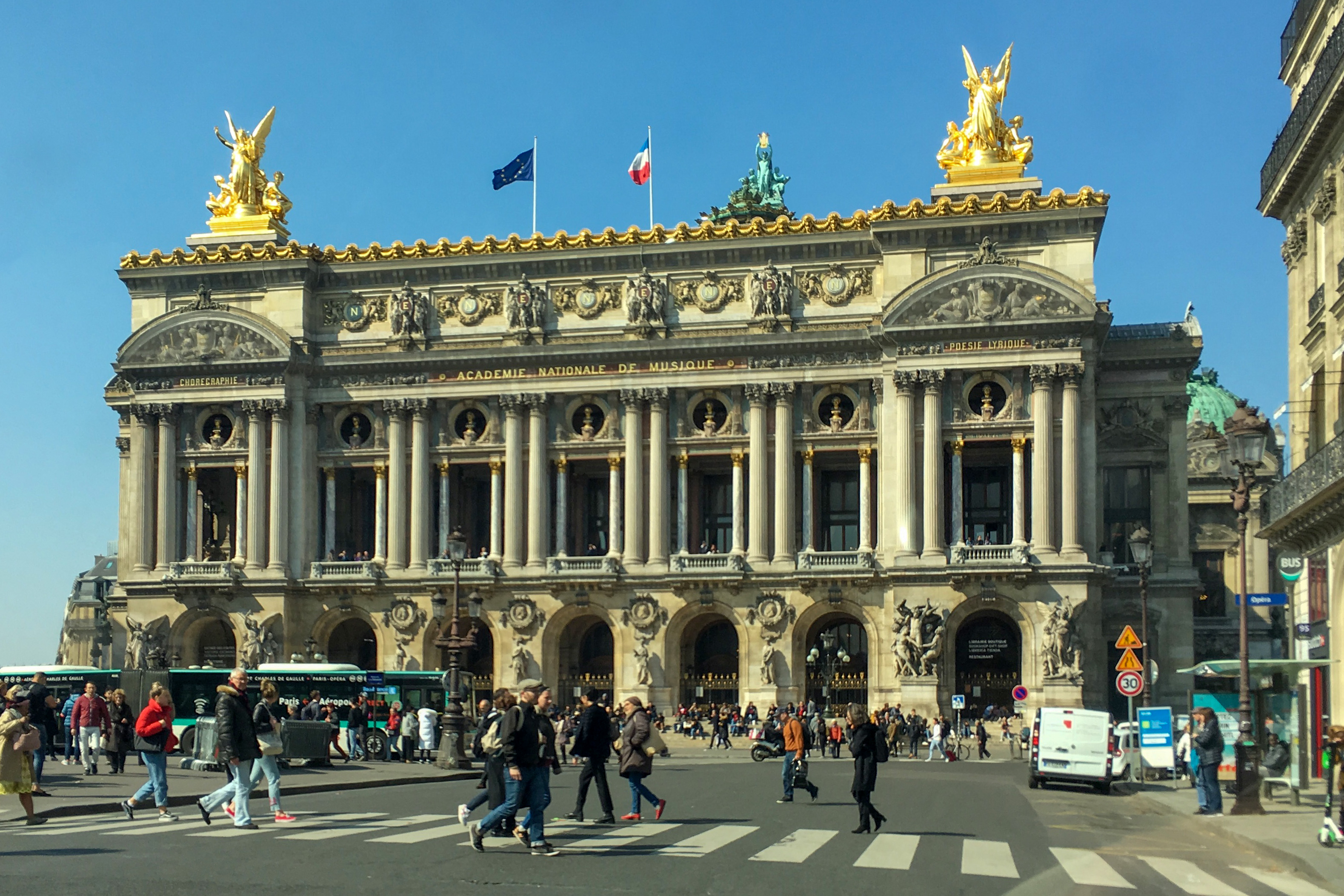
Opéra Garnier
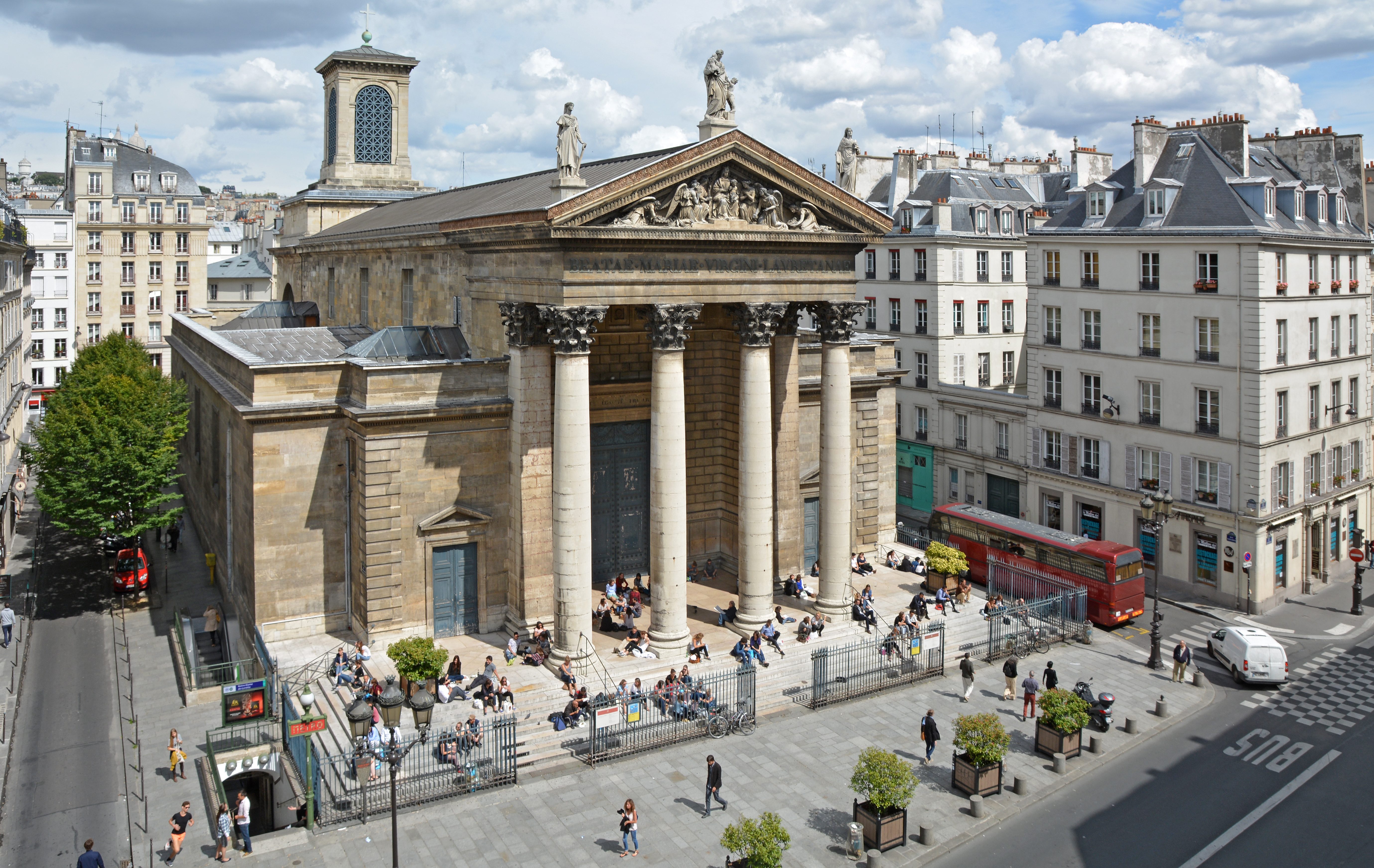
Notre-Dame-de-Lorette
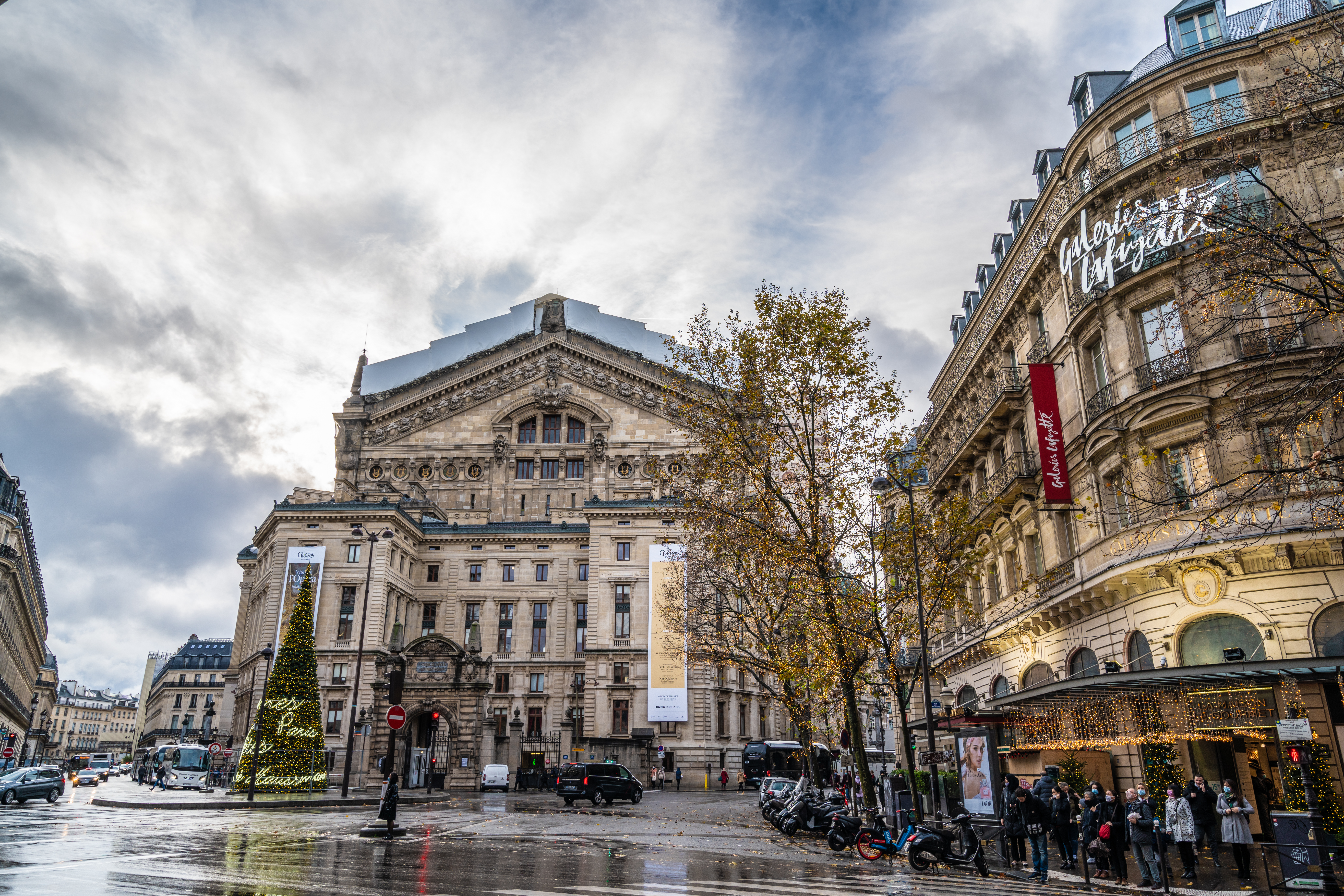
Galeries Lafayette mit Rückseite der Opéra Garnier
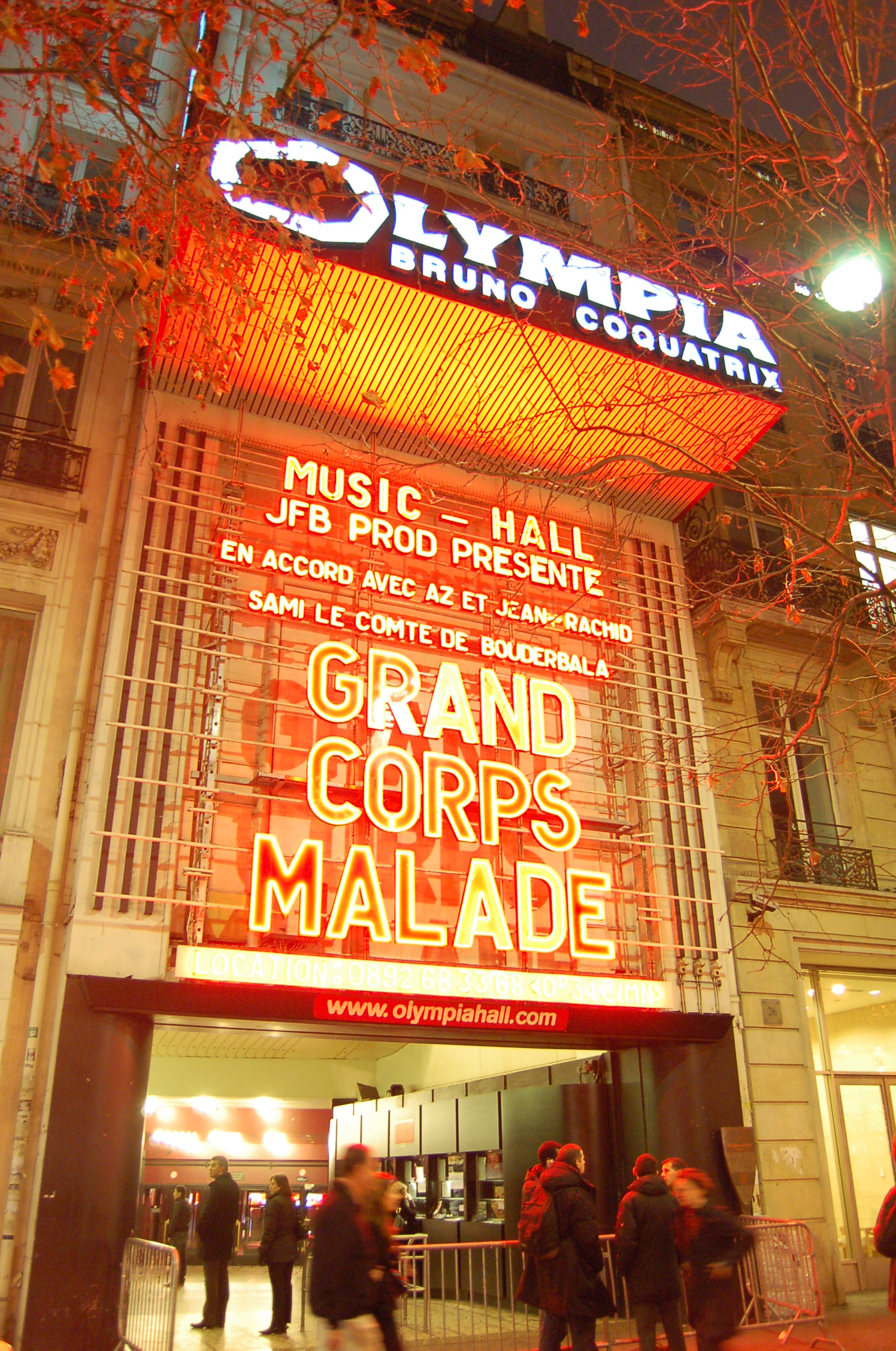
Konzertsaal Olympia
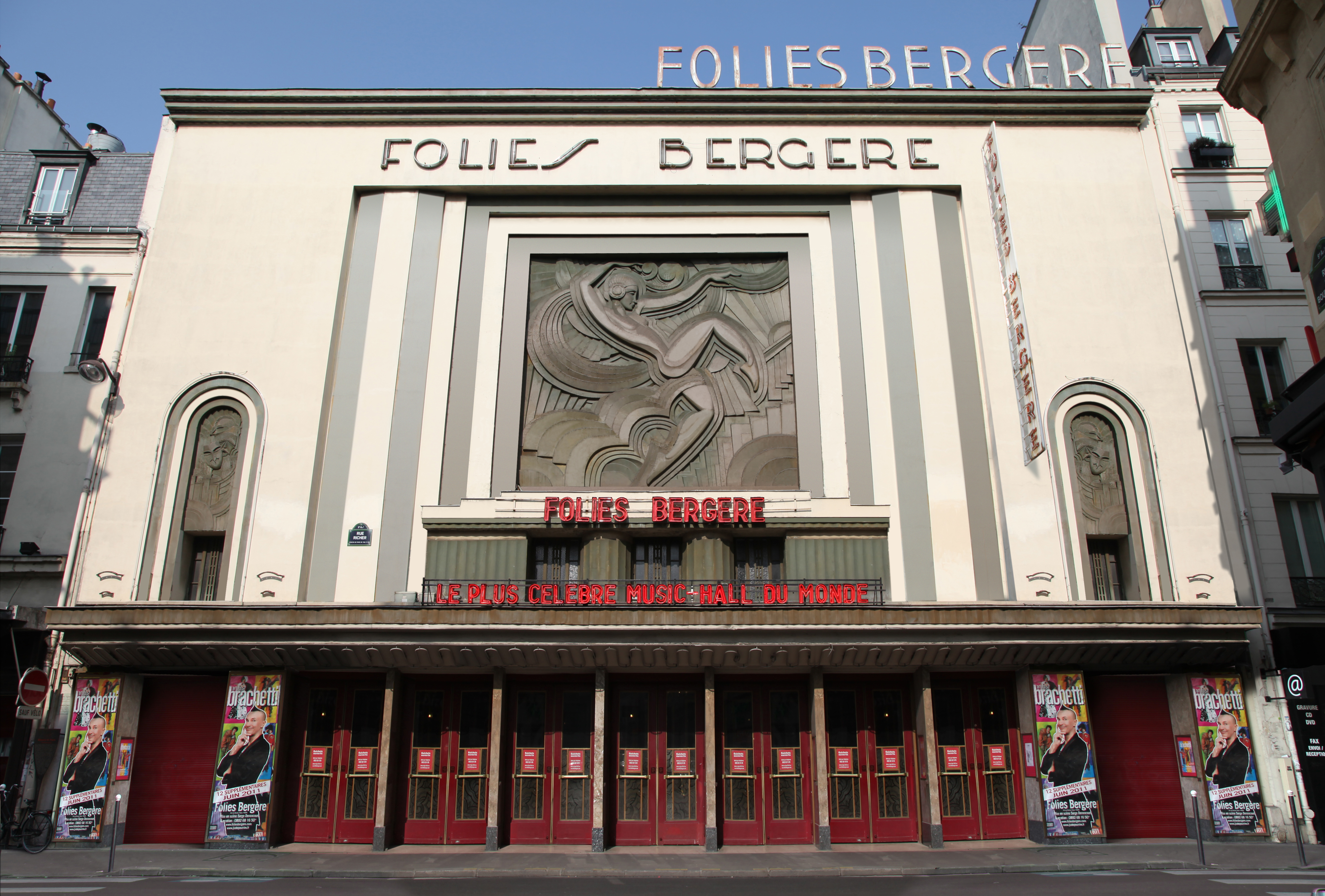
Varieté Folies-bergere
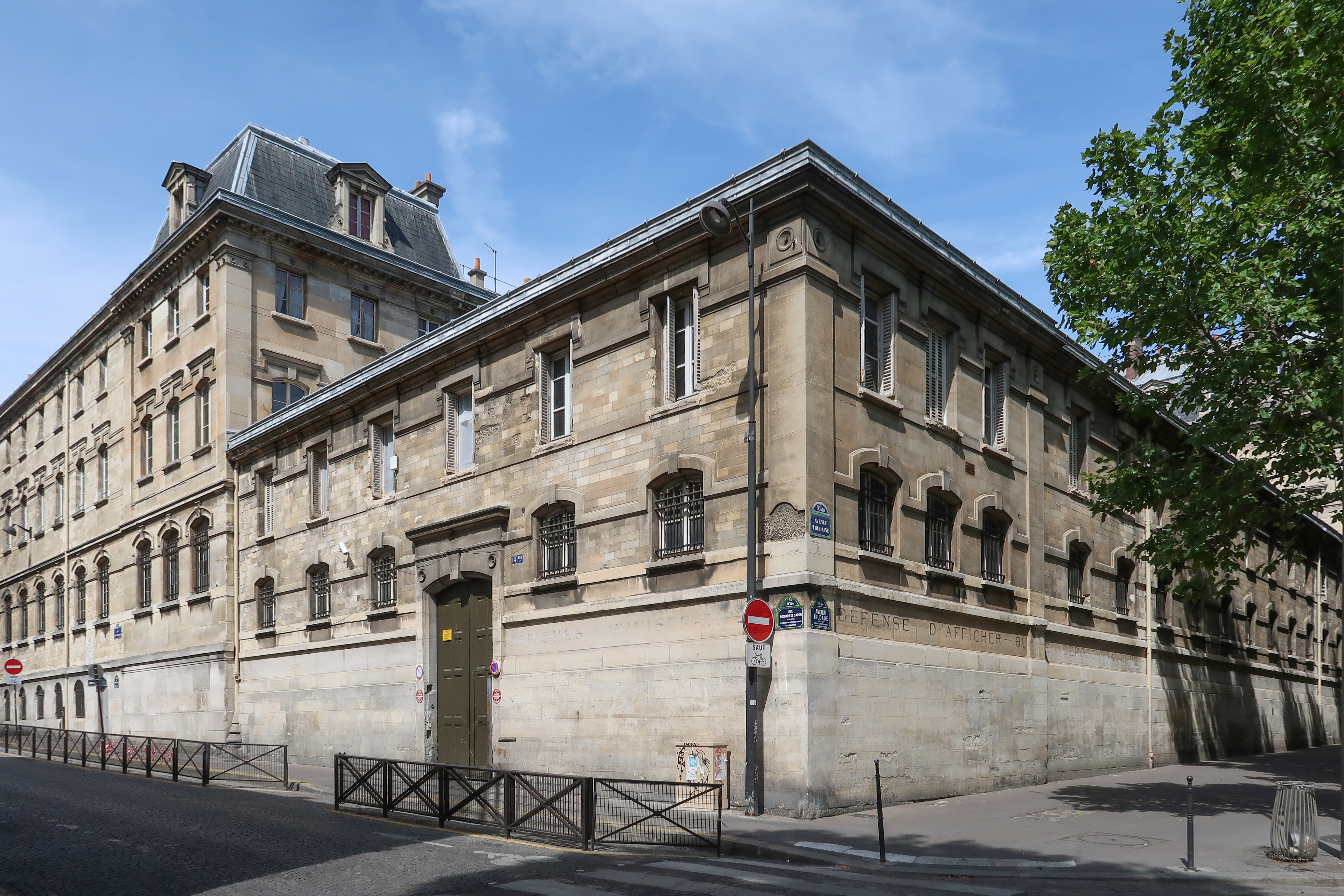
Collège-lycée Jacques-Decour
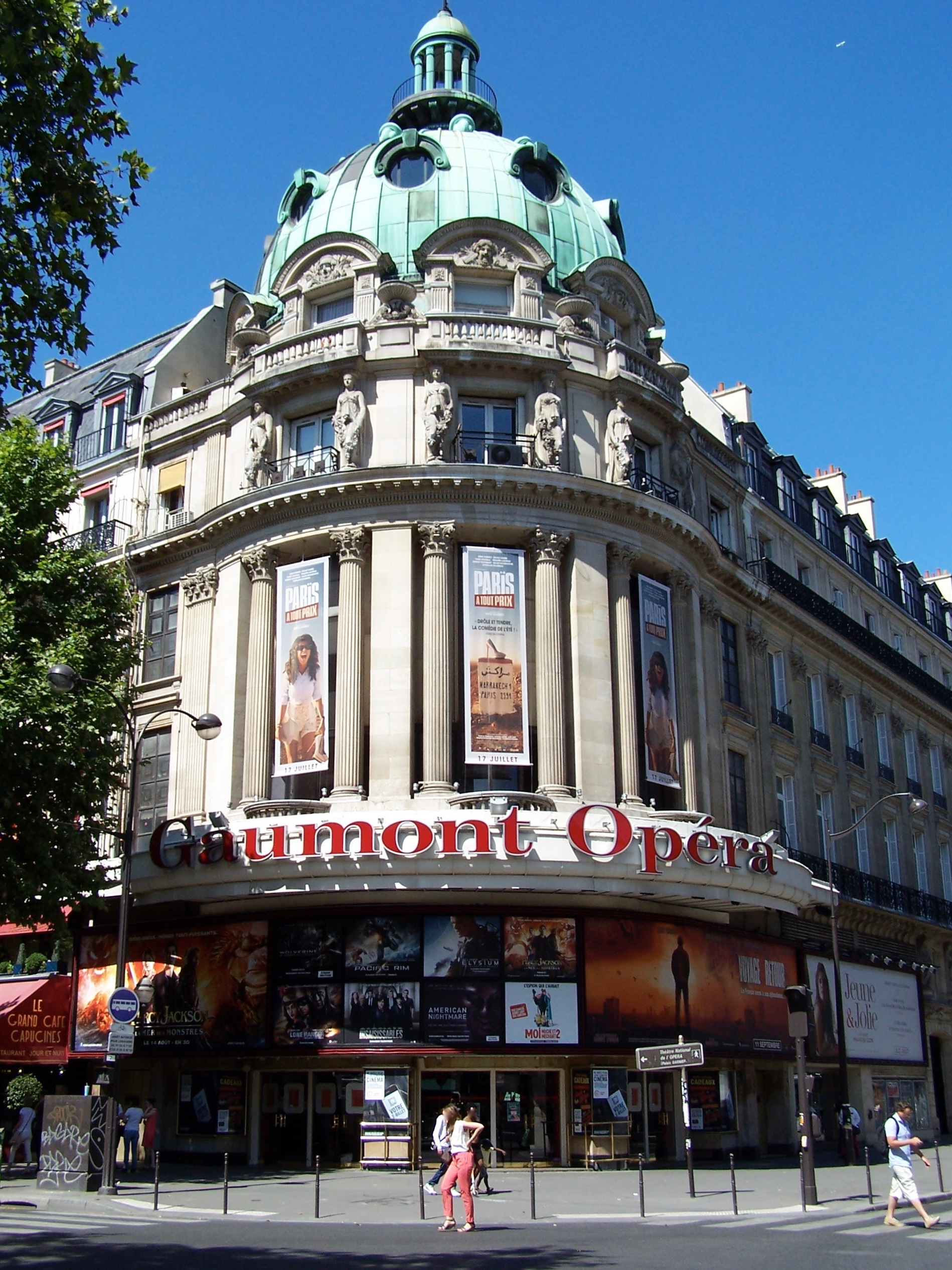
Kino Pathé Palace
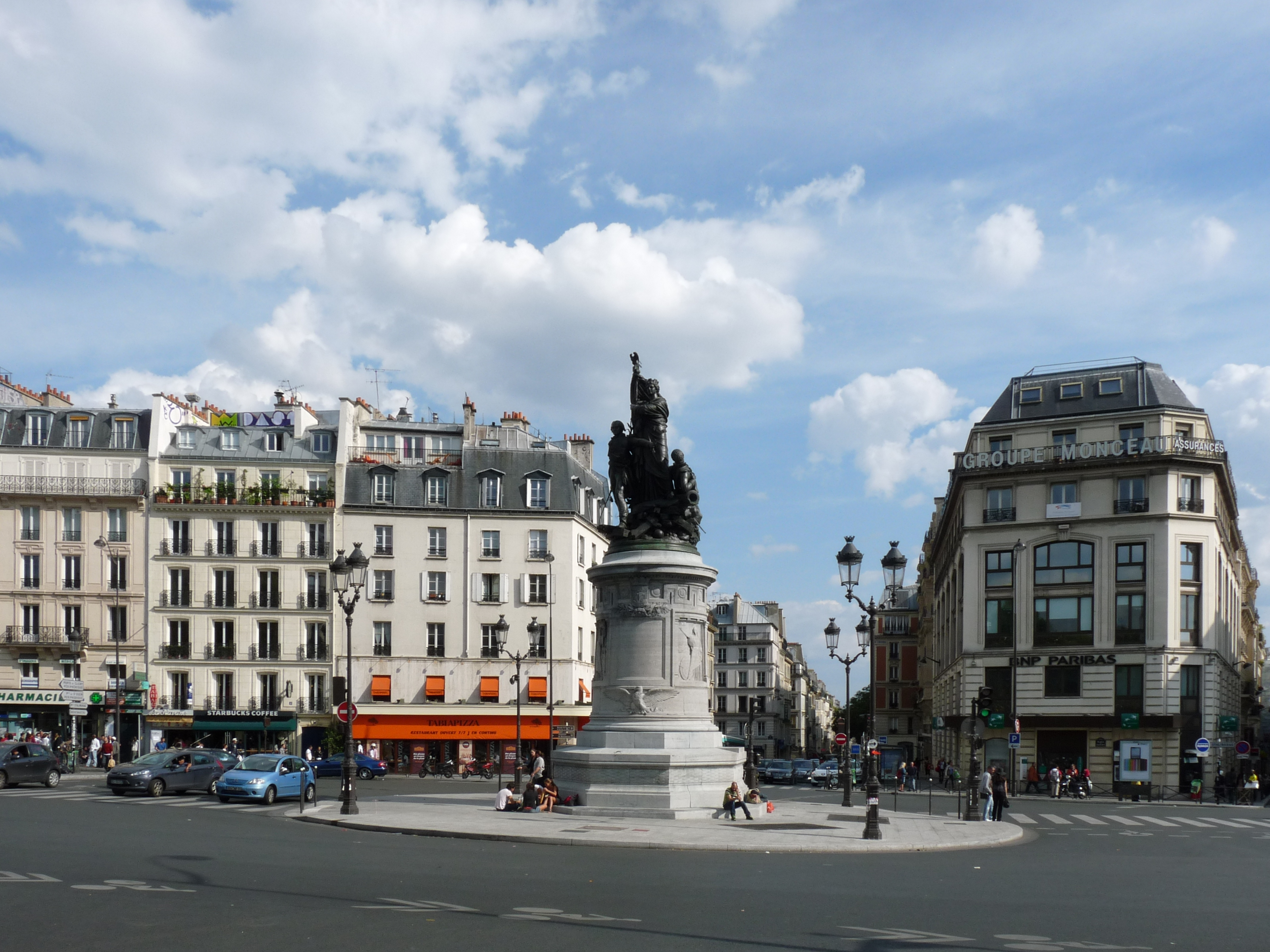
Place de Clichy
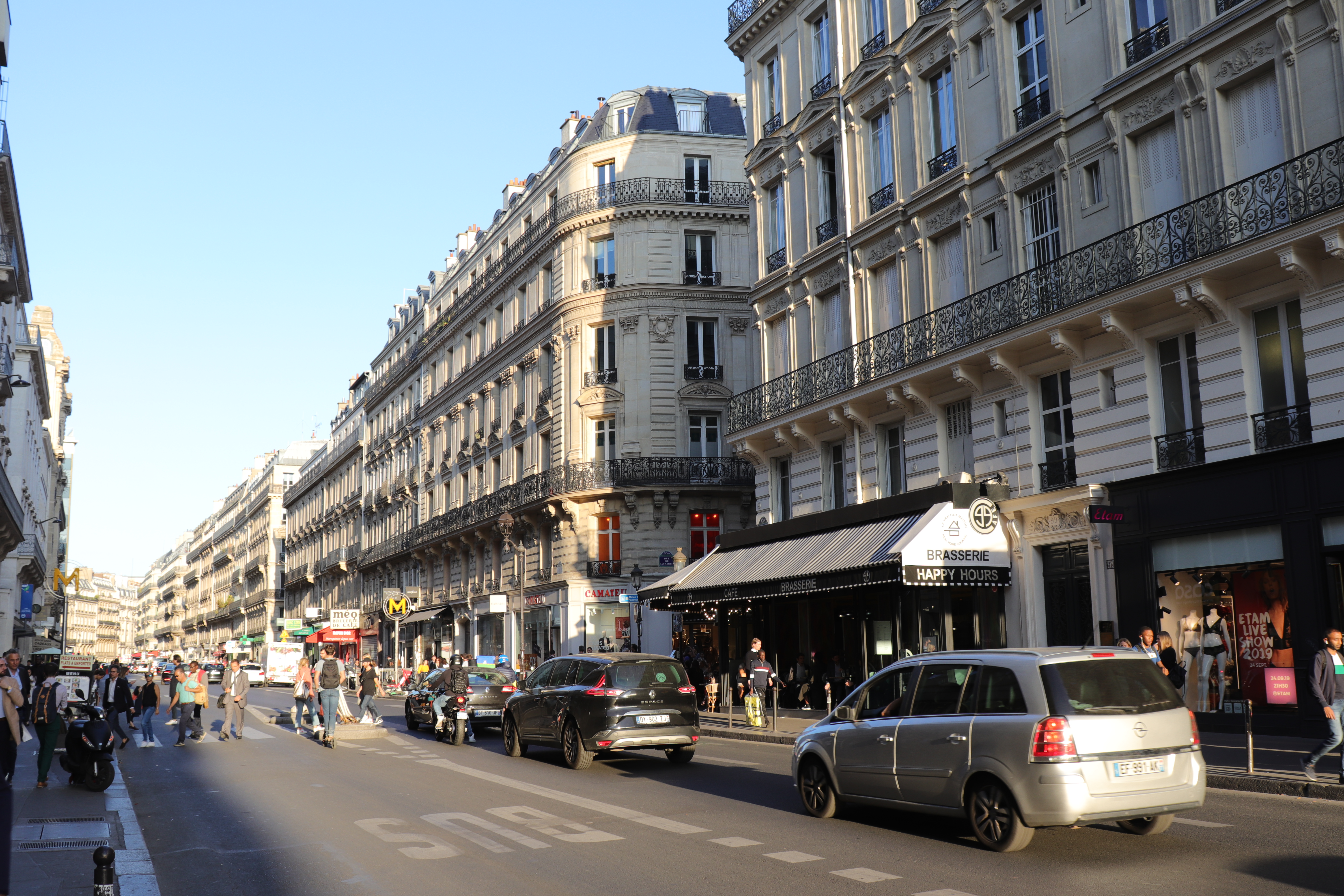
Rue Saint-Lazare
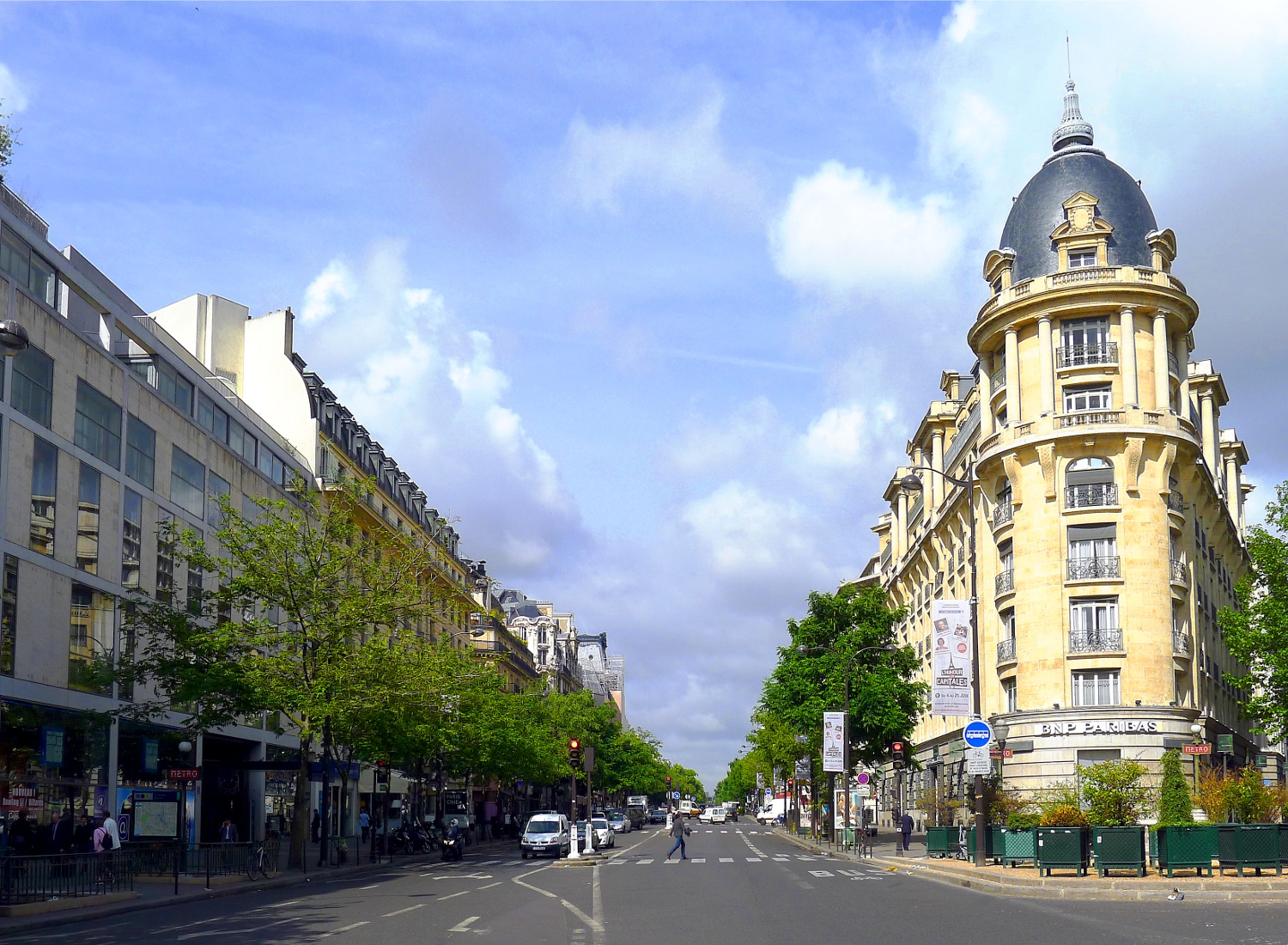
Boulevard des Italiens

## Sehenswürdigkeiten
- Opéra Garnier
- Kaufhaus Magasins du Printemps
- Kaufhaus Galeries Lafayette
- Hôtel Radix de Sainte-Foix

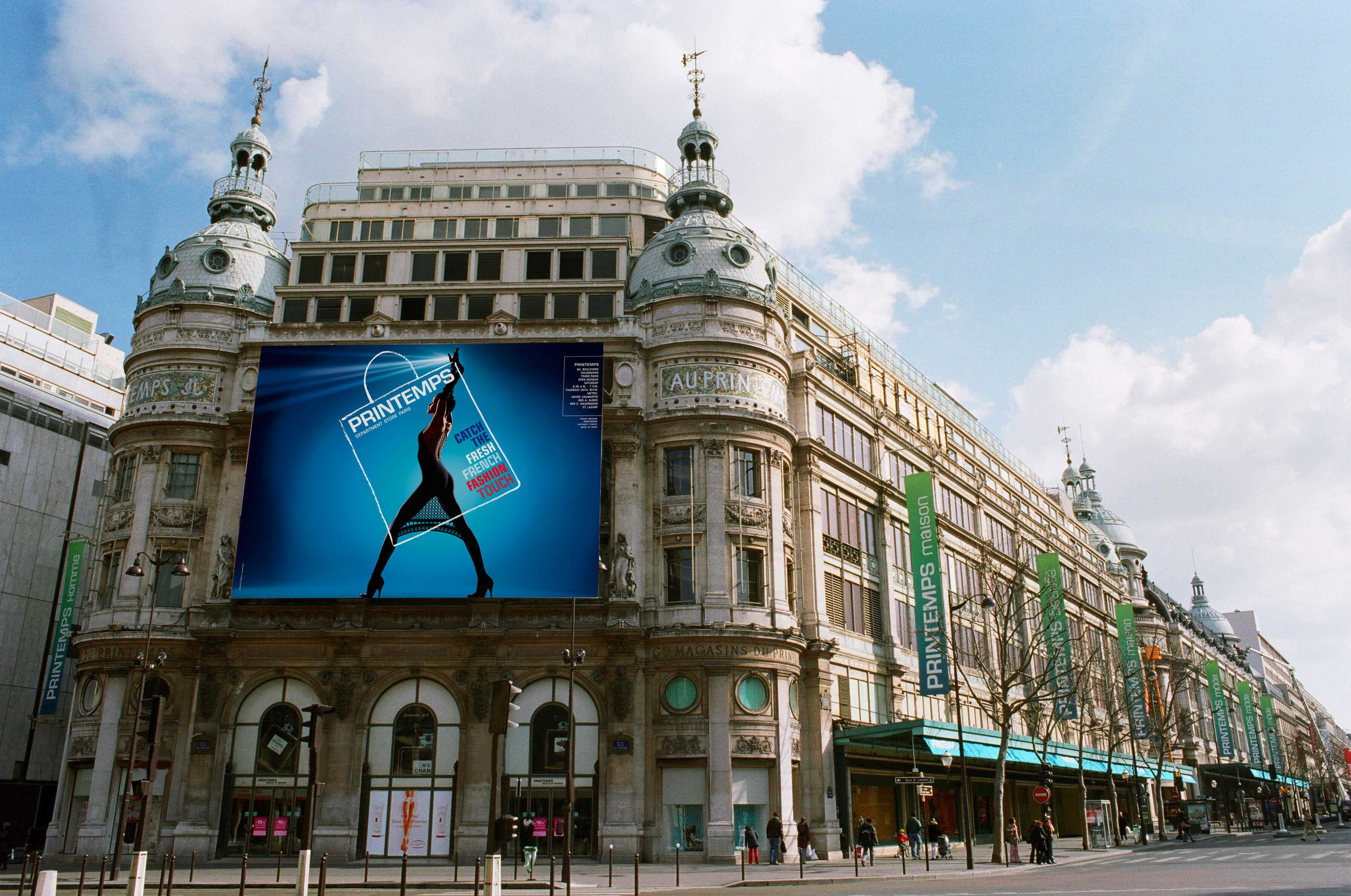
Kaufhaus Printemps

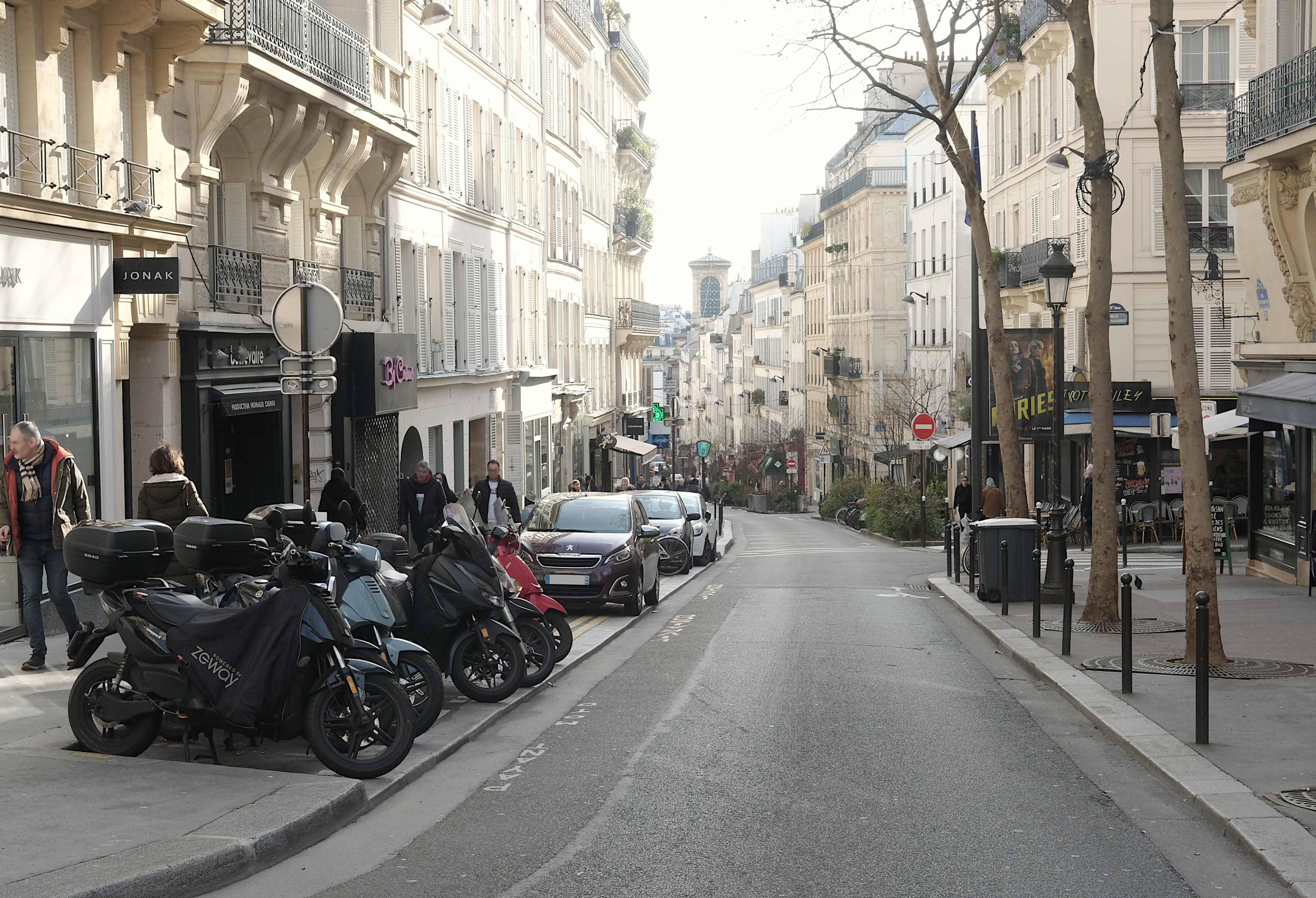
Rue des Martyrs

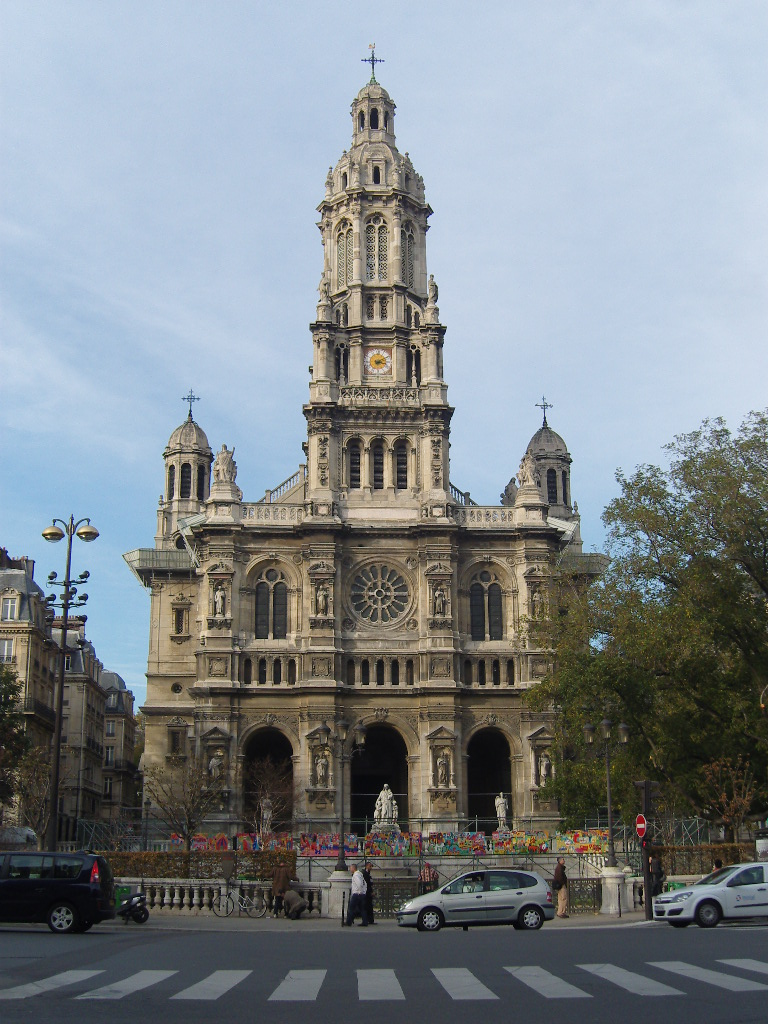
Kirche La Trinité

- Musée Grévin (Wachsfigurenkabinett)
- Veranstaltungssaal Casino de Paris
- Konzertsaal Olympia
- Kabarett Folies Bergère
- Theâtre Saint-Georges

## Gotteshäuser
- Dreifaltigkeitskirche La Trinité (Paris)
- Notre-Dame-de-Lorette
- Christuskirche
- Große Synagoge Paris
- Synagoge der Rue Buffault

## Verkehr und Infrastruktur

### Wichtige Straßen
- Rue d’Amsterdam (westliche Grenze zum 8. Arrondissement)
- Rue des Martyrs
- Boulevard de Clichy (nördliche Grenze zum 18. Arrondissement)
- Boulevard de Rochechouart (nördliche Grenze zum 18. Arrondissement)
- Boulevard Haussmann
- Rue Lafayette
- Rue du Faubourg-Poissonière (östliche Grenze zum 10. Arrondissement)
- Boulevard des Capucines (südliche Grenze zum 2. Arrondissement)
- Boulevard de Magenta
- Boulevard des Italiens (südliche Grenze zum 2. Arrondissement)
- Boulevard Montmartre (südliche Grenze zum 2. Arrondissement)
- Boulevard Poissonière (südliche Grenze zum 2. Arrondissement)

### Wichtige Plätze
- Place Pigalle
- Square de la Trinité
- Place de Clichy
- Place Saint-Georges
- Place Blanche

### Bahnhöfe und Métrolinien

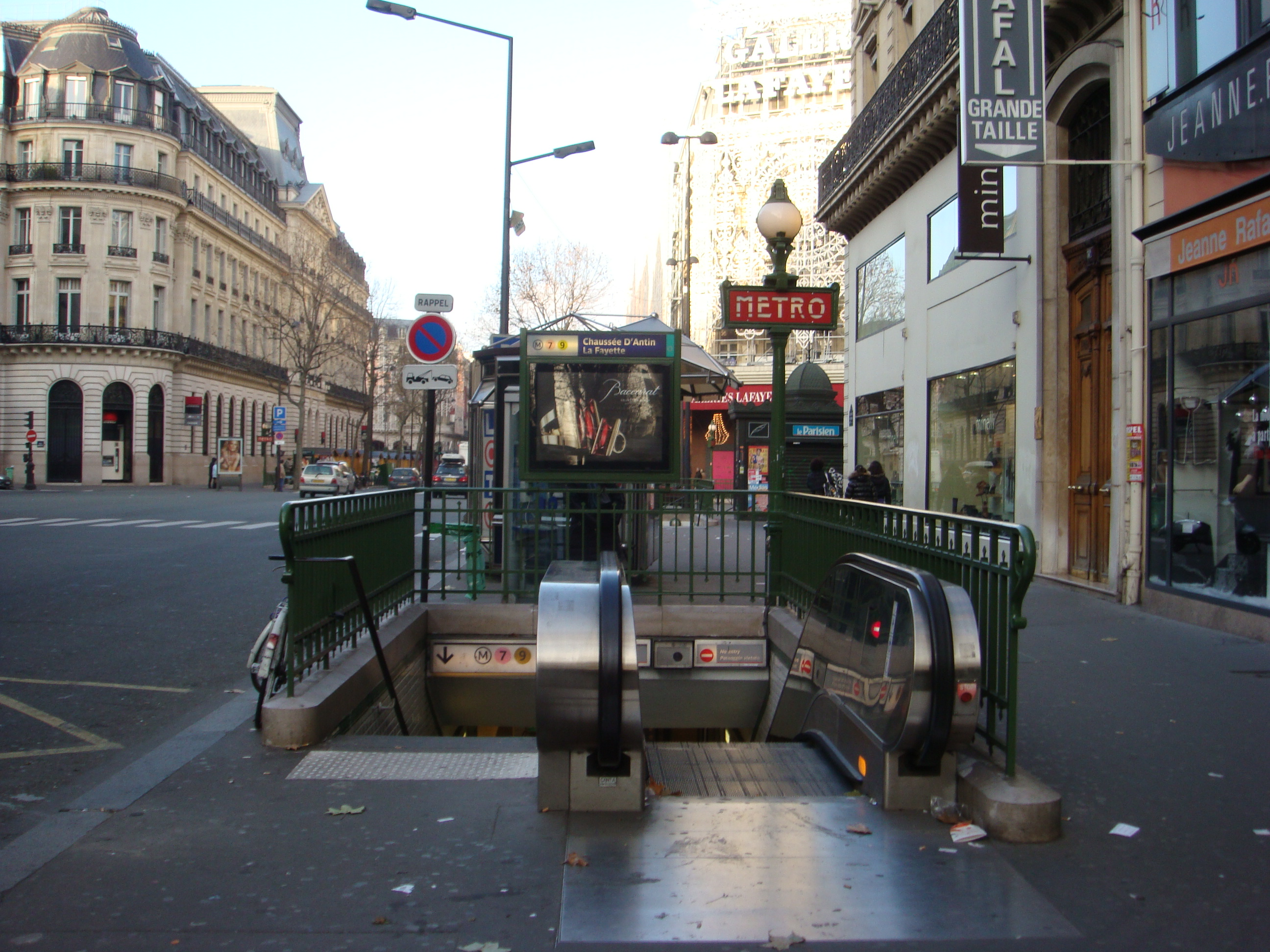
Metrostation Chaussée d’Antin – La Fayette

Direkt neben dem 9. Arrondissement liegen westlich im 8. Arrondissement der Bahnhof Saint-Lazare und östlich im 10. Arrondissement zwei weitere Bahnhöfe, der  Gare de l’Est und der Gare du Nord.
Durch bzw. entlang des 9. Arrondissements führen die Métrolinien 7 und 12.

## Schulen
- Lycee J. Decour
- Lycee J. Ferry
- Lycee J. Lamartine